# Cercocarpus betuloides
Cercocarpus betuloides là loài thực vật có hoa trong họ Hoa hồng. Loài này được Nutt. mô tả khoa học đầu tiên năm 1840.

## Hình ảnh

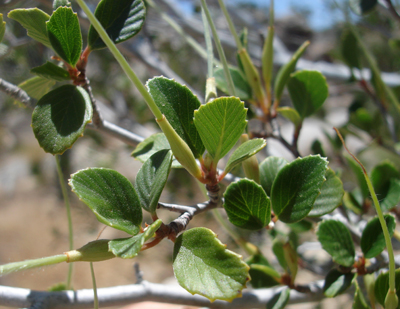
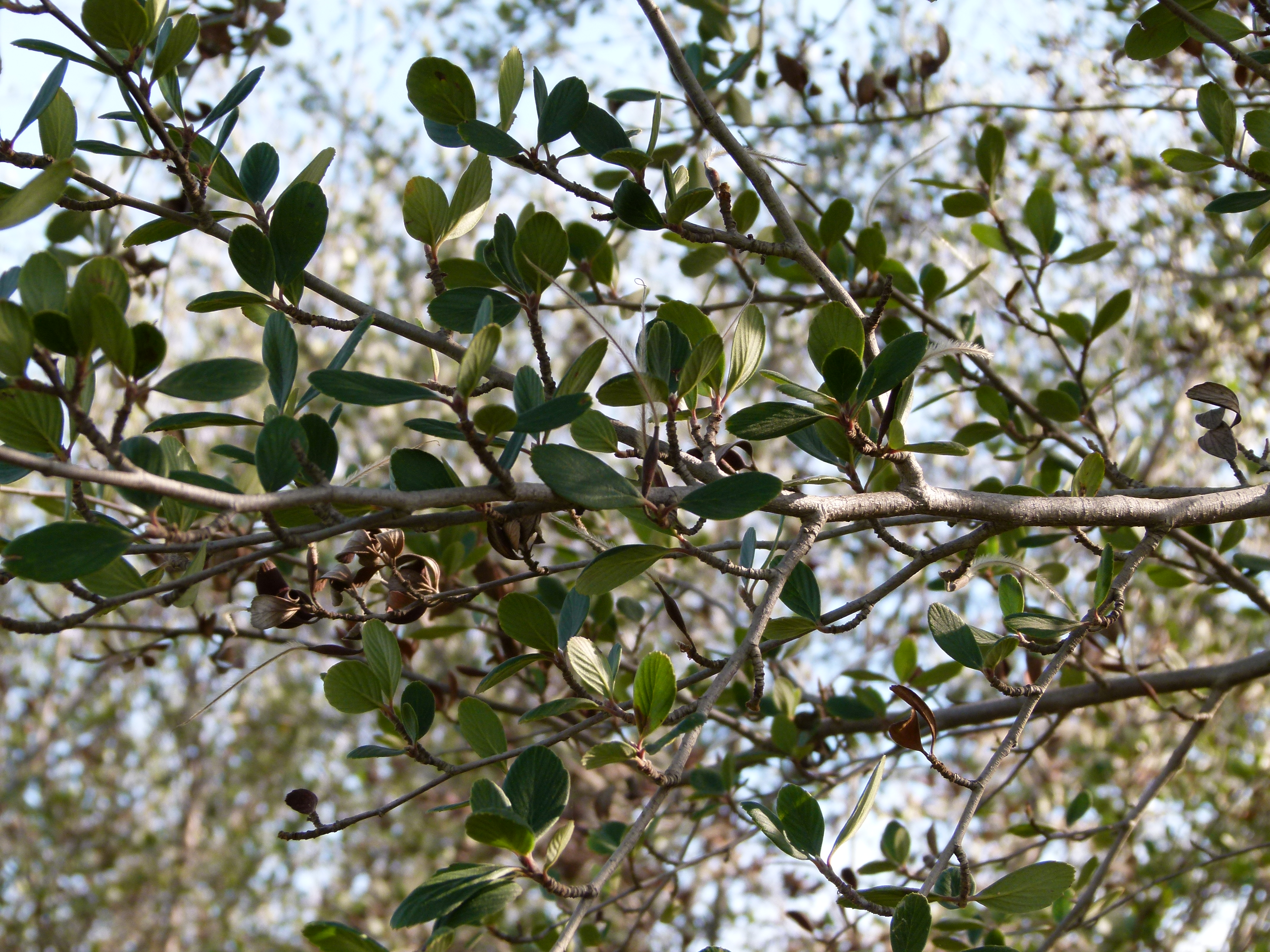
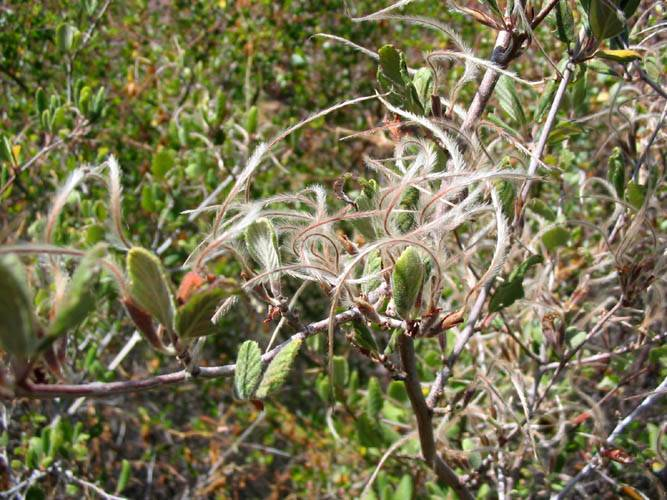
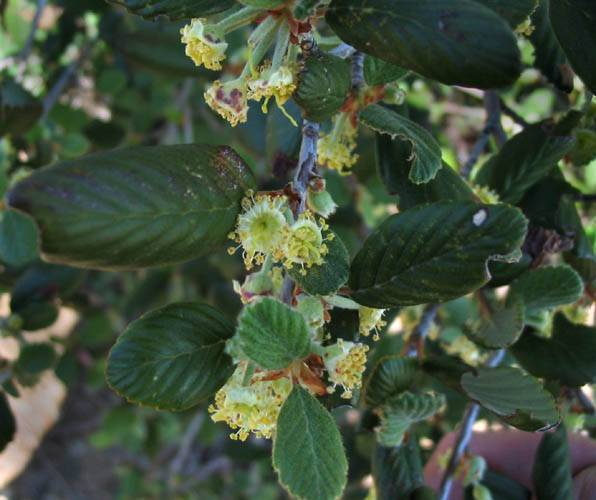